# Paria's van het paradijs
Paria’s van het paradijs (Engelse titel: Catch a falling star) is een roman van de Britse schrijver John Brunner. Het boek valt in te delen in de categorie sciencefiction. Het boek speelt zich af in de zeer verre toekomst, minstens 100.000 jaar na nu. 

## Synopsis
Hoofdpersoon is Creohan. Hij leeft in een wereld waarin alles geregeld is. Aangezien de toekomst alleen maar uit onzekerheid bestaat, kijkt de mensheid rondom hem liever naar het verleden. Daar ligt immers alles al vast. Studies naar het verleden kunnen gedaan worden aan de hand van de 'Bomen der Historie'. Creohan kijkt naar de hemel en ziet iets vreemds. Aan de horizon is een hemellichaam verschenen, dat anders is dan de zon die hij altijd heeft gekend. Het object is alleen door een telescoop te zien. Aan de hand van zijn berekeningen schat hij in dat het hemellichaam over 2 a 3 eeuwen zal inslaan op de Aarde. Hij probeert de mensen om hem heen te waarschuwen, maar die zien niets in een onderneming. Het duurt toch nog wel 200 a 300 jaar, waarom nu actie ondernemen? Creohan gaat op zoek naar medestanders en vindt die in de vrouw Chalyth. Zij moeten om medestanders te vinden buiten hun eigen leefgebied treden en zijn daarbij gedwongen een soort reis van Odysseus te maken. Ze komen allerlei stammen tegen, maar ook bergen en oceanen. Geen van de stammen kan echter in de lucht reizen. Na veel omzwervingen maken ze uiteindelijk kennis met een stam, die sinds kort via gasblazen luchtreizen kunnen ondernemen. Een plan-de-campagne wordt opgesteld. De ontwikkelingen gaan langzaam richting ruimtereizen, maar het hemellichaam komt veel sneller naar de Aarde dan verwacht. Het lijkt juist op zoek naar die Aarde. Creohan en Chalyth zijn verbaasd.  